# La mujer prohibida
La mujer prohibida es una telenovela venezolana producida por Venevisión International en hecha entre 1991 y 1992, bajo una Historia Original de Manuel Muñoz Rico y adaptada por Alberto Gómez, fue protagonizada por Mayra Alejandra, junto a Andrés García, Fernando Carrillo y con la participación antagónica de Tatiana Capote.

## Trama
La mujer prohibida cuenta la historia del amor imposible entre Irene Rivas y Carlos Luis Gallardo. Irene es una joven muda de veintiséis años que se ve obligada a casarse con Germán Gallardo para salvar a su padre de la cárcel. Germán es un hombre déspota, poderoso y arrogante, muy diferente de su hijo, Carlos Luis, a quien Irene conoció antes de ser obligada a casarse con Germán. 
Irene trata de encontrar la felicidad de todas las formas posibles, pero descubre varios secretos de su pasado que la pueden destruir para siempre. Amor, esperanza, pasión, celos e intrigas serán los ingredientes de esta gran telenovela, que enmarcan su fuerte y realista historia dentro de los más bellos escenarios de Venezuela y España.

## Elenco
- Mayra Alejandra - Irene Rivas
- Andrés García - Germán Gallardo
- Tatiana Capote - Yarima Báez Gallardo
- Fernando Carrillo - Carlos Luis Gallardo
- Abril Méndez - Rosalinda Pacheco, esposa de Carlos (I)
- Miguel Alcántara - Alberto Moncada
- Concha Rosales - Pilar Martínez
- Liliana Durán  - Flora Martínez, madre de Pilar
- Marita Capote - Sara Damasco
- Carmen Julia Álvarez - Estella di Salvatori
- Zoe Ducós † - Fiorella di Salvatori
- Marisela Buitrago - Anabel, prima de Irene
- Nancy González - Amalia López
- Angélica Arenas - Teresa Ley, esposa de Diego
- Henry Galué - Diego Ley
- Alberto Marín  - Toneco, mendigo
- Francisco Ferrari - Jesús Rivas, padre de Irene
- Andrés Magdaleno  - Padre Iglesias
- Marcelo Romo
- Eva Mondolfi - Marta Rivas, madre de Irene
- Ramón Hinojosa - Yaco, mayordomo
- Manuel Carrillo - Álvaro Ley, hijo de Diego
- Carolina Cristancho - Rosalinda Pacheco, esposa de Carlos (II)
- Gonzalo Velutini - Eduardo Salinas
- María Elena Coello - Katy, prima de Irene
- Gerardo Marrero - Augusto Casas, teniente
- Laura Zerpa - Oneida, criada
- Isabel Hungría  - Inmaculada
- Lucy Orta
- Juan Galeno
- Jose Gregorio Albornoz
- Miguel David Díaz - Juan, amigo de Peluca
- Bárbara Mosquera - Peluca, amiga de Germán
- Marta Carbillo - Jacinta, madre de Rosalinda
- Jimmy Verdúm  - Rojas, amigo de Yarima
- Ana Massimo - la enfermera
- Chumico Romero - Lázaro, esposa de Toneco
- Carolina Muzziotti - Claudia
- Hans Christopher - Guavino
- Wilmer Ramírez - Chucho
- Iñáqui Guevara - amigo de Carlos
- Angélica Castro
- David Bermúdez - Ácido
- Lisbeht López
- María Antonieta Avallone - Milagrito
- Joel de la Rosa - Matías
- Giovanni Durán
- Yadira Casanova - Ana Rosa di Salvatori
- Juan Carlos Vivas - Daniel di Salvatori
- Adela Romero- Alegría
- Emma Pereira - Ivonne Salinas, hermana de Eduardo
- José Ángel Urdaneta- Gallaraga, el chofer
- Henry Salvat - Olivio Santos Salinas
- Antonietta - Verónica Báez, prima de Yarima
- Amelia Gonzalez- Monchita
- Carolina Perdigón Violeta di Salvatori
- Israel Maranatha - Alirio
- Alicia Rodríguez
- María Estela Martínez
- Daniela Alvarado - Martica Gallardo Rivas
- María de Lourdes Devonish
- Ana Martínez
- Elizabeth López
- Eduardo Luna - Tonio
- Yuri Rodríguez
- Gil Vargas  - el juez
- Gonzalo Contreras - Dr. Albano
- Daniel Escámez  - Penelón
- Paloma Cela
- Belén Rueda

- Datos: Q5967468